# Dvärgklotspindel
Dvärgklotspindel (Paidiscura pallens) är en spindelart som först beskrevs av John Blackwall 1834.  Dvärgklotspindel ingår i släktet Paidiscura och familjen klotspindlar. Arten är reproducerande i Sverige. Inga underarter finns listade i Catalogue of Life.